# Wolfgang Kosack
Wolfgang Kosack, född 29 oktober 1943 i Berlin, är en tysk egyptolog, koptolog och författare. 
Wolfgang Kosack förvärvade doktorsgraden 1970 vid universitetet i Bonn.